# Ophioplinthaca monitor
Ophioplinthaca monitor är en ormstjärneart som beskrevs av Jean Baptiste François René Koehler 1930. Ophioplinthaca monitor ingår i släktet Ophioplinthaca och familjen knotterormstjärnor. Inga underarter finns listade i Catalogue of Life.